# Percichthyidae

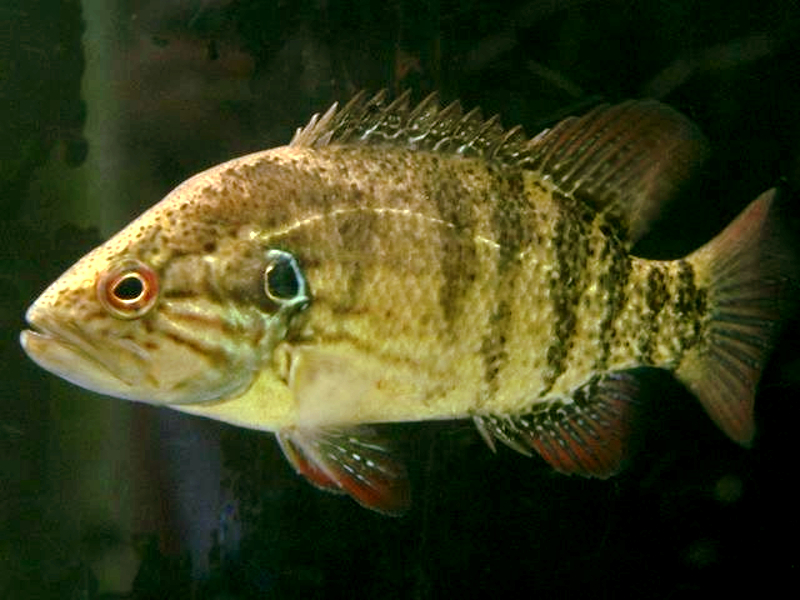
Coreoperca kawamebari

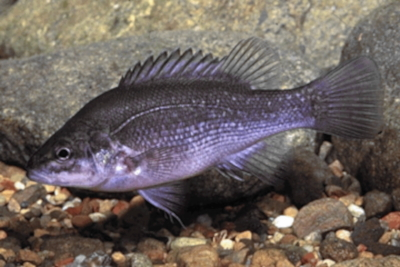
Guyu wujalwujalensis

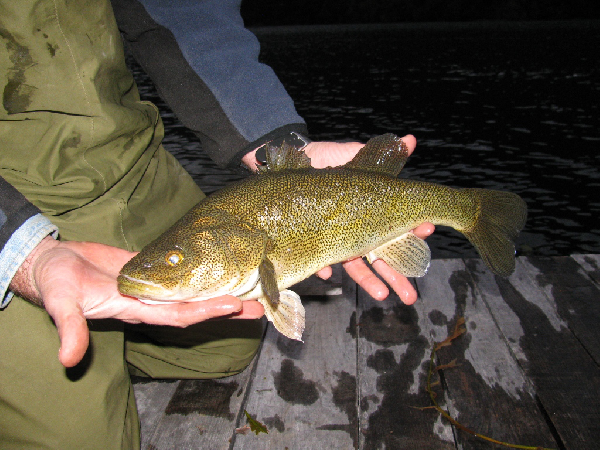
Percichthys trucha

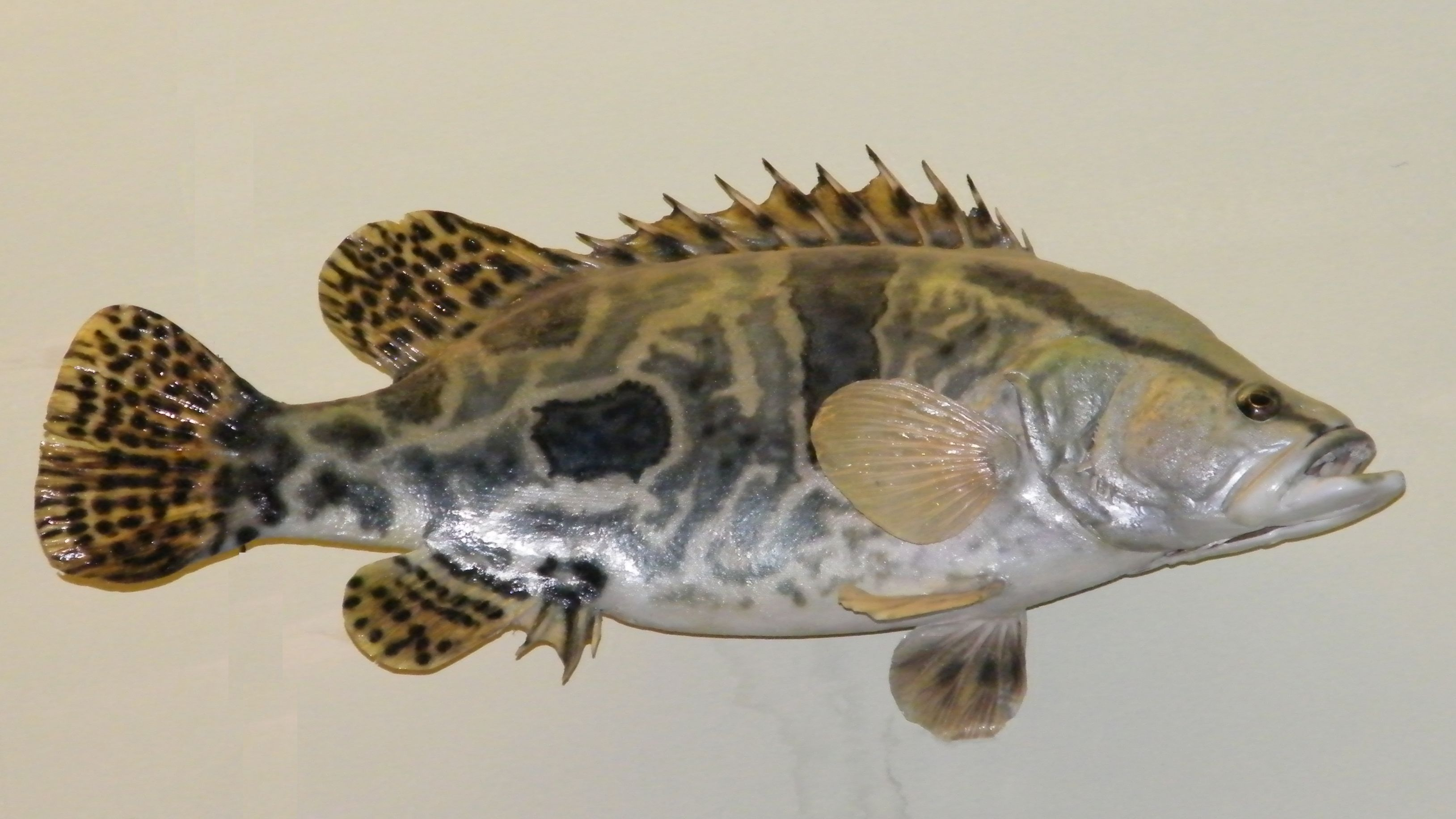
Siniperca chuatsi

Percichthyidae è una famiglia di pesci ossei d'acqua dolce e salmastra appartenente all'ordine Perciformes.

## Distribuzione e habitat
La famiglia ha un areale disgiunto, si trova infatti nell'Asia orientale e l'Oceania e nella parte meridionale del Sudamerica. Vivono prevalentemente in acqua dolce, solo poche specie popolano acque salmastre.

## Descrizione
L'aspetto di questi pesci ricorda quello dei Percidae o dei Centrarchidae. Le pinne dorsali possono essere due o una. I raggi spinosi nella dorsale sono da 7 a 12 tranne in Gadopsis bispinosus in cui non sono più di 3. Tre raggi spiniformi sono presenti nella pinna anale. La linea laterale è ben sviluppata e completa.
La specie più grande è Maccullochella peelii che raggiunge 180 cm di lunghezza. La taglia media delle altre specie della famiglia, tranne poche eccezioni, è di 15–20 cm, con molte specie che non raggiungono i 10 cm da adulti.

## Biologia

### Riproduzione
Non sono ermafroditi ma hanno sessi separati.

## Tassonomia
La tassonomia dei Percichthyidae non è molto nota ed è frequentemente soggetta a revisioni.

## Specie
- Genere Bostockia
  - Bostockia porosa
- Genere Coreoperca
  - Coreoperca herzi
  - Coreoperca kawamebari
  - Coreoperca loona
  - Coreoperca whiteheadi
- Genere Gadopsis
  - Gadopsis bispinosus
  - Gadopsis marmoratus
- Genere Guyu
  - Guyu wujalwujalensis
- Genere Maccullochella
  - Maccullochella ikei
  - Maccullochella macquariensis
  - Maccullochella mariensis
  - Maccullochella peelii
- Genere Macquaria
  - Macquaria ambigua
  - Macquaria australasica
  - Macquaria colonorum
  - Macquaria novemaculeata
- Genere Nannatherina
  - Nannatherina balstoni
- Genere Nannoperca
  - Nannoperca australis
  - Nannoperca obscura
  - Nannoperca oxleyana
  - Nannoperca pygmaea
  - Nannoperca variegata
  - Nannoperca vittata
- Genere Percichthys
  - Percichthys chilensis
  - Percichthys colhuapiensis
  - Percichthys laevis
  - Percichthys melanops
  - Percichthys trucha
- Genere Siniperca
  - Siniperca chuatsi
  - Siniperca fortis
  - Siniperca knerii
  - Siniperca liuzhouensis
  - Siniperca obscura
  - Siniperca roulei
  - Siniperca scherzeri
  - Siniperca undulata
  - Siniperca vietnamensis[2]